# Travailleur de plateformes

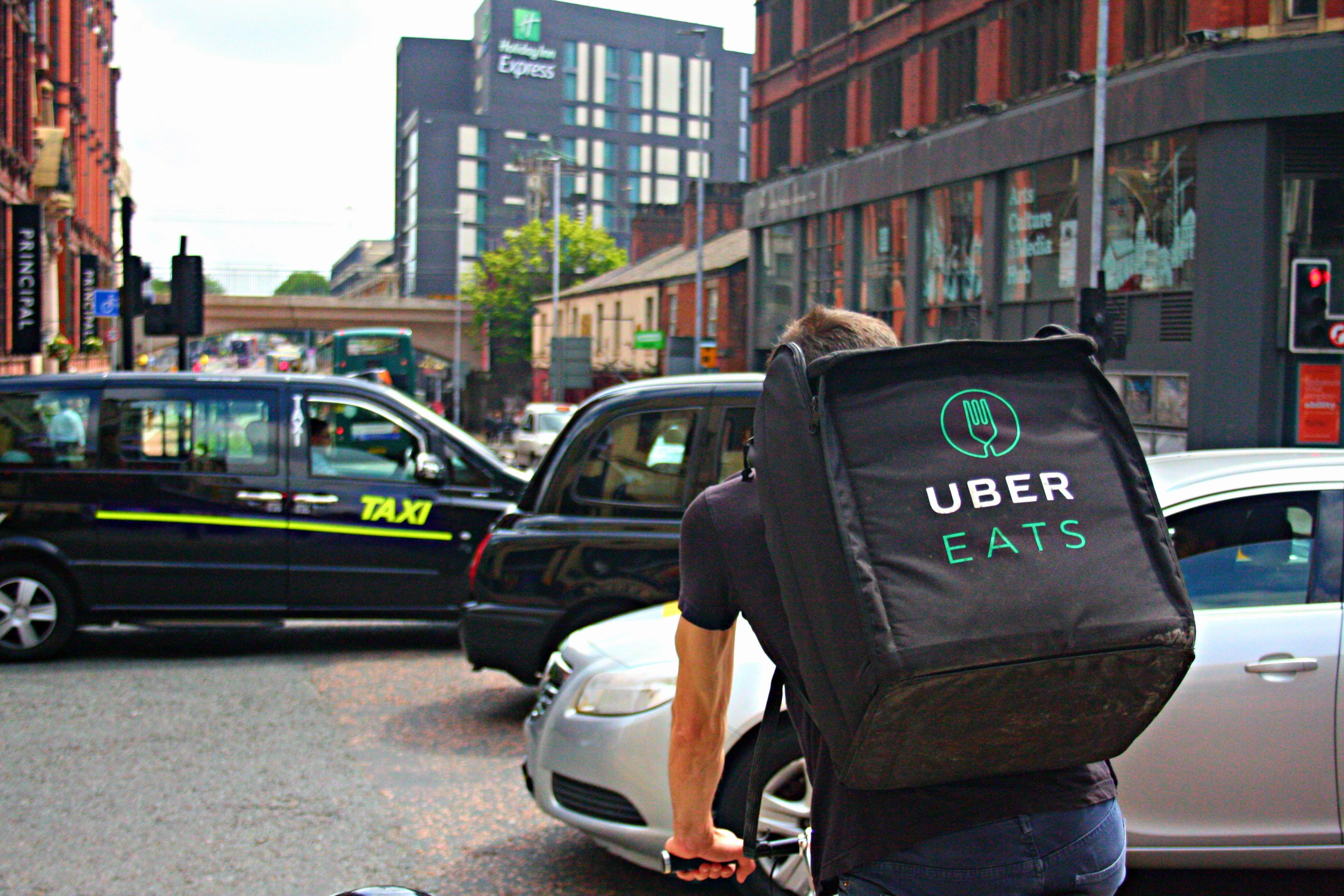
Un livreur de repas Uber Eats roule à vélo sur une route très fréquentée, Oxford Road, à Manchester.

Un travailleur de plateformes est un travailleur indépendant ou salarié ou opérant sous un autre statut, voire sans statut, travaillant pour produire un service vendu par une plateforme numérique.
Les travailleurs de plateformes numériques bénéficient en théorie d’une forte autonomie et d’une maîtrise de leur travail. La position des sociétés bâties autour des plateformes est que ces travailleurs sont libres de se connecter à leur plateforme et d'accepter les conditions de travail proposées. Cependant, cette liberté masque souvent un lien de subordination entre le travailleur et la société détenant la plateforme numérique, ce qui a entraîné des requalifications en salariat devant les tribunaux dans la qualification de leur statut. 
Les caractéristiques principales de ce type d'emploi sont entre autres :
- L'organisation d'un travail rémunéré via une plateforme en ligne.
- L'implication de trois acteurs : la plateforme, le client et le travailleur.
- Les services sont fournis à la demande.

De plus, une spécificité de ce système est l'utilisation d'algorithmes pour l'affectation et la répartition des tâches entre les travailleurs, dénommé parfois management algorithmique,.
Le statut légal de ces travailleurs et les protections dont ils peuvent bénéficier sont sujets à débat dans plusieurs pays et un projet de directive est actuellement à l’étude au niveau européen. 
En droit français, la loi Travail du 8 août 2016 est venue encadrer le statut de ces travailleurs de plateformes. Par la suite, la loi du 24 décembre 2019 a complété ce statut.

## Historique
Les plateformes numériques ont émergé dans les années 2000 et se sont rapidement multipliées dans les années qui ont suivi. L’OCDE définit ces plateformes en ligne comme des “services digitaux qui facilitent les interactions entre deux ou plusieurs groupes d’utilisateurs distincts, mais interdépendants, qu’il s’agisse de firmes ou d’individus, qui interagissent via Internet”.
Dès la fin des années 2000, des plateformes payantes comme Uber vont apparaître. L’augmentation du nombre de ces plateformes va entraîner corrélativement l'augmentation du nombre des travailleurs de plateformes.
Dans les années 2010, les plateformes numériques ont fait l’objet davantage d’attention, mais également de critiques en raison de la transformation du marché du travail. Ces plateformes organisent et structurent l’activité des personnes en contournant les régulations. 
Une distinction peut être faite entre les plateformes proposant du travail localisé (transports, livraisons, travail domestique) et les plateformes proposant du travail en ligne (traitement de données, traduction, reconnaissance d'images...).
Les plateformes se présentent comme de simples intermédiaires entre le client et le travailleur, ce qui est contesté par plusieurs études et organisations syndicales qui recommandent de les considérer comme des employeurs classiques.
De plus, le modèle économique de ces plateformes reposerait sur la vente à perte assimilable à de la concurrence déloyale.
La pandémie de Covid-19, le développement des achats en ligne et les bénéfices réalisés par les plateformes font craindre un déploiement accéléré de ce type d'emploi,.
En 2019, les travailleurs de plateformes seraient estimés à :
- 213 millions dans le monde
- environ 15 000 réguliers et 266 000 occasionnels en France.

En 2018, l'OIT a publié une étude sur leurs conditions de travail,.

## Importance actuelle
Selon le sondage IPWS (Internet Platform Work Survey) publié par l’Institut syndical européen (ETUI) qui concerne 14 pays européens, on compterait 47,5 millions (soit 17 % de la population en âge de travailler) de "travailleurs de l’internet" au sens large au sein de l’Union européenne, dont 12 millions seraient des travailleurs de plateformes stricto sensu,  parmi lesquels 3 millions sont des travailleurs "intenses" pour qui les plateformes de travail représentent une "part significative" de leur temps de travail. D’autres chiffres, cette fois issus de la Commission européenne estiment à 28 millions de personnes dans l'UE qui travaillent par l'intermédiaire de plateformes numériques, pour la plupart sous un statut de travailleur indépendant ou d’auto-entrepreneur. Si les livreurs à vélo sont les plus visibles médiatiquement, ils ne représentent pas la majorité.
D'après le Parlement européen, 5,5 millions de travailleurs sont erronément considérés comme des indépendants.

### Logistique
Le juste-à-temps et la supply chain permettant l'assemblage de produits finals à partir de constituants qui s'insèrent au centre d'une chaîne de valeur déployée à l'échelle planétaire placent la logistique encore plus au cœur du processus de production :

« tout cela pourrait, et même sans doute devrait, positionner les ouvriers des entrepôts comme les dignes successeurs de ceux du charbon, des forges et de l'automobile : des figures centrales et familières, les meilleurs représentants du monde du travail, les travailleurs par défaut, ceux et celles que l'on imagine spontanément lorsqu'on entend ce mot. Si Charlie Chaplin tournait aujourd'hui Les Temps modernes [...], il ne serait pas étonnant de le voir en train de soulever des palettes dans un entrepôt ou une plate-forme logistique plutôt que de visser des boulons sur une chaîne de montage. »

## Mouvements contestataires

### Motivations
Des mouvements contestataires ont pris forme pour plusieurs raisons. Les travailleurs des plateformes évoluent dans une zone grise entre le travail indépendant et le travail salarié. Ainsi, la majorité des travailleurs de plateformes sont privés des droits, protections et garanties normalement liés au statut de salarié. S’ajoute à cette incertitude liée à leur statut, l’extrême dégradation des conditions de travail. Effectivement, le travail des plateformes est mal rémunéré, avec des horaires longs et instables. De plus, la protection sociale est faible, voire inexistante. Une revue de la littérature souligne en outre des risques psychosociaux encourus par ces travailleurs : l’isolement physique et social; la pénibilité d’un management algorithmique associé à une surveillance numérique permanente et la souffrance liée au caractère éphémère d’un travail qui apparaît en même temps comme dépourvu de limites.

### Actions
En réaction, des initiatives de création de collectifs de défense des intérêts des travailleurs se mettent en place. Il peut s'agir de syndicats spécifiques aux livreurs comme le CLAP (Collectif des livreurs autonomes parisiens) ou de branches syndicales liées à des syndicats déjà existants.
Ces organisations syndicales et les travailleurs organisent des manifestations, pour attirer l'attention sur l'encadrement juridique insuffisant, voire absent de ce statut.
Par exemple, en France, en 2017, les travailleurs des plateformes se sont mobilisés. Des manifestations par les coursiers de la plateforme de livraison de repas à domicile Deliveroo ont eu lieu au sein de la capitale et dans plusieurs grandes villes (Bordeaux, Lille, Marseille et Nantes). Ils contestent le changement du système de rémunération : les livreurs sont désormais rémunérés à la course alors qu’auparavant ils étaient soumis à une rémunération horaire. La difficulté étant que, les coursiers attendent de longs moments sans recevoir de commandes, entraînant une absence de rémunération. 
Autre exemple, en France, en août 2019, les livreurs travaillant avec Deliveroo ont été appelés à cesser le travail pour protester contre la nouvelle grille tarifaire de la plateforme de livraison de repas, qui entraîne, selon eux, une baisse de leur rémunération. Le Collectif des livreurs autonomes parisiens (CLAP) dénonce la suppression du tarif minimum par course et la baisse du prix des courses courtes, qui sont les plus rémunératrices. Ce collectif a demandé aux consommateurs de boycotter l’application. 
Les travailleurs des plateformes font des “ grèves-déconnexions ”, c’est-à-dire qu’ils arrêtent de travailler. Il s’agit du mode d’action principal des coursiers. Cependant, il en existe d'autres comme le blocage de restaurants. Dans tous les cas, quel que soit le type de grève envisagé, il s’agit bien d’allonger le temps d’attente ou d’empêcher la commande des clients pour faire pression sur l’employeur caché derrière l’algorithme. 
Ces mouvements contestataires ont été très médiatisés. En France, « la manière dont les médias ont traité cette grève, ça a été un rouleau compresseur. Si Deliveroo a été obligé de recevoir le CLAP et les syndicats, c’est parce qu’il fallait à tout prix que cette entreprise se refasse une image ».
Ces mouvements se multiplient à partir de l’automne 2020.
Avec quelquefois des victoires : comme les livreurs indépendants de Saint-Étienne qui après avoir fait grève les 13 et 18 décembre 2020 obtiennent d'Uber Eats la garantie de gagner au minimum 10€ de l’heure le midi et 12€ de l’heure le soir,.
Les livreurs de diverses enseignes se mobilisent ensemble : ainsi, du 22 au 25 janvier 2021, les livreurs Deliveroo et Uber Eats de Reims ont cessé de travailler et manifesté devant l’entrée des restaurants rémois.
Face à ces mouvements les plateformes utilisent des moyens de dissuasion comme :
- le blocage de comptes des grévistes, comme Nassim Hamidouche[29] ou Arthur Hay[27] du syndicat des livreurs CGT de Bordeaux,
- la géolocalisation via l'application de livraison pour identifier et ficher les livreurs qui ont manifesté, dans le cas de Deliveroo[30].

### Actions judiciaires
En France, la contestation se place aussi sur le plan judiciaire :
- Le 28 novembre 2018, la cour de cassation a requalifié en contrat de travail la relation entre Take Eat Easy et l'un de ses livreurs[31],
- Le 4 mars 2020, la cour de cassation a requalifié en contrat de travail la relation entre Uber et l'un de ses chauffeurs[32],[33],
- Le 19 avril 2022, à la suite d'une enquête de l'inspection du travail[34] conduisant à l'ouverture d'un dossier au pénal[35], l'entreprise Deliveroo France est condamnée à une amende de 375 000 euros, la peine maximale prévue ; par ailleurs des peines de prison ont été retenus contre trois ex-dirigeants de l'entreprise[36]. Ce jugement crée une jurisprudence reconnaissant le lien de subordination entre les plateformes et les travailleurs[36].

La Confédération européenne des syndicats (CES) a recensé dans différents pays d’Europe de l’ordre de 200 actions en justice qui ont été initiées avec pour résultat que les travailleurs de plateformes ont été assez régulièrement requalifiés par les tribunaux comme des salariés. Les syndicats espèrent que la prochaine directive de la Commission inclut sa revendication de mise en place d’une présomption de relation de travail salariée pour les personnes travaillant via des plateformes numériques de travail, avec renversement de la charge de la preuve. i.e. l’obligation pour une plateforme d’apporter la preuve que ses contractants ne sont pas de fait dans une relation de travail typique du salariat.

## Difficultés juridiques

### Qualifications indéfinies
Le Code du travail français ne reconnaît que deux statuts aux travailleurs. Ces derniers ont soit la qualité de salarié, soit la qualité d’indépendant. Le statut des travailleurs des plateformes est prévu dans le Titre IV du Code du travail. L’article L.7341-1 du Code du travail prévoit que : « Le présent titre est applicable aux travailleurs indépendants recourant, pour l'exercice de leur activité professionnelle, à une ou plusieurs plateformes de mise en relation par voie électronique définies à l'article 242 bis du Code général des impôts ». 
Au vu de cet article, les travailleurs des plateformes seraient surtout considérés comme des travailleurs indépendants. Le gouvernement français a ainsi fait le choix de placer les travailleurs des plateformes dans le statut d’auto-entrepreneur. Cependant, des débats ont lieu sur l’assimilation au salariat.  
Des conflits se développent sur la nature de la relation entre les travailleurs des plateformes et les sociétés de plateformes. De nombreux travailleurs des plateformes revendiquent le fait qu’ils ne devraient pas être considérés comme de simples travailleurs indépendants mais comme des salariés en raison de l’existence d’un lien de subordination avec les sociétés de plateformes. Cela les distingue du statut d’indépendant. Dès lors que des indices supposent que le travailleur de plateformes est bien sous la subordination de la société de plateforme, le juge peut alors requalifier leur statut en salarié. Cette requalification leur permet d’avoir une meilleure protection que les indépendants. 
Un arrêt rendu par la Cour de cassation réunie en Assemblée Plénière du 4 mars 2020 illustre cette requalification salariale. Dans cet arrêt, la Cour de cassation a donné raison à la cour d’appel, qui a jugé que le travailleur était lié à la société de plateforme par un contrat de travail. En effet, le chauffeur était bien sous la subordination de la plateforme qui lui imposait des directives. Le chauffeur ne pouvait pas librement choisir la course et l'itinéraire qui lui convenait. Dans un arrêt antérieur en date du 28 novembre 2018, la Chambre sociale avait déjà affirmé que les travailleurs des plateformes en question étaient des salariés en raison du lien de subordination avec la plateforme. 
La difficulté d’établir le statut des travailleurs de plateformes n’est pas propre au droit français. D’autres pays européens sont confrontés à la même problématique. Ainsi, l’Union européenne a décidé de s’emparer de la question du statut des travailleurs de plateformes. La Commission européenne a le projet d’une nouvelle directive fixant des critères précis à remplir pour bénéficier du statut de salarié. Ces critères seraient au nombre de six mais seuls deux devraient être remplis afin de bénéficier de la présomption de salariat. Le juge devrait alors vérifier l’ensemble de ces six critères et requalifier le statut du travailleur des plateformes en salarié. Il ne s’agit pour l’instant que d’un projet de directive démontrant la volonté de l’Union européenne de contrôler le statut des travailleurs de plateformes et d’aider le juge dans la détermination de ce statut. 

### Protection sociale en France
En raison de la crise sanitaire de 2020, les travailleurs de plateformes se sont retrouvés confrontés à des difficultés liées au manque de protection sociale. La protection sociale des travailleurs de plateformes va dépendre du régime juridique qui leur est attribué : le régime d'indépendant ou de salarié. En effet, les droits attribués ne sont pas les mêmes selon le statut, malgré l'intégration depuis le 1er janvier 2020 des indépendants dans le régime général de la Sécurité sociale. Par exemple, les dirigeants de société par action simplifiée unipersonnelle, statut choisi par de nombreux chauffeurs VTC, sont assimilés salariés et sont donc soumis en partie à la législation du régime général de la Sécurité sociale, sauf pour l’assurance chômage.
Les indépendants et salariés bénéficient des mêmes minima sociaux. Cependant, pour les prestations reposant sur les cotisations des travailleurs, comme la retraite, elles sont moins élevées pour les travailleurs indépendants que pour les salariés. Il s’agit alors de séparer les types de couverture sociale afin de déterminer les droits des travailleurs indépendants et des salariés.
Les syndicats européens pointent des cas de migrants sans papier et sans autorisation de travail agissant comme sous-traitant d’une personne enregistrée comme travailleur officiel sur la plateforme. Ces personnes n’ont aucune protection sociale en cas de maladie ou d’accident du travail .

#### Santé
Les salariés et les indépendants disposent du régime général de la Sécurité sociale en matière de santé. La santé regroupe la maladie, l’invalidité ou encore le congé maternité. Le congé maternité pour les indépendants a été aligné sur le régime des salariés depuis la loi de financement de la Sécurité sociale pour 2019, avec un arrêt d’une durée minimale de huit semaines. 

#### Arrêts de travail
Lorsque le travailleur de plateforme exerce sous le statut d’indépendant, les indemnités journalières sont équivalentes à 1/730e du revenu d’activité annuel moyen sur les trois dernières années civiles. Le délai de carence varie selon la durée de l’arrêt. 
Pour les salariés, les indemnités journalières sont égales à 50% du salaire journalier avec un délai de carence de 3 jours. 

#### Complémentaire santé
Les travailleurs de plateformes indépendants ne bénéficient d’aucune protection complémentaire obligatoire. À l’inverse pour les salariés, la complémentaire santé est obligatoire. L’employeur doit proposer une couverture complémentaire avec une participation au moins égale à 50% de la cotisation. 

#### Retraite
Les travailleurs de plateformes indépendants disposent d’une cotisation minimale de retraite qui leur permet d’acquérir trois trimestres pour les indépendants à faibles revenus[pas clair]. Concernant les micro-entrepreneurs, ils doivent avoir réalisé un certain chiffre d’affaires.

#### Chômage
Les indépendants ne disposent pas de l’assurance chômage, mais d’une allocation propre soumise à des conditions restrictives, comme des conditions de ressources, de durée d’activité et de revenus antérieurs d’activité, ne couvrant ainsi pas tous les indépendants.

#### Accidents du travail et maladies professionnelles
Les travailleurs de plateformes indépendants ne bénéficient pas d’une assurance relative aux accidents du travail et maladies professionnelles. Cependant, tout travailleur indépendant a la possibilité de souscrire auprès de la Sécurité sociale, une assurance volontaire et individuelle contre ce risque en contrepartie d’une cotisation.
Les travailleurs de plateformes sous statut indépendant ne sont pas exemptés de protection sociale, mais celle-ci est moindre que la protection sociale liée au statut de salarié. 
La loi n°2016-1088 du 8 août 2016, dite loi Travail, a introduit un principe de responsabilité sociale des plateformes à l’article L. 7342-1 du Code du travail. Cela comprend par exemple, l’obligation de prendre en charge les frais d’assurance souscrits pour couvrir les risques d’accidents du travail sur la volonté du travailleur. Ainsi, les entreprises apportent des droits supplémentaires grâce aux organisations syndicales et à la négociation collective.

## Risques routiers
D'après l'ETSC, les livreurs et conducteurs de l'économie gig se trouvent confrontés à des facteurs de risques routiers, tels qu'une formation inadéquate, un modèle de rémunération qui pousse le conducteur à aller plus vite, à travailler malade, l'absence de supervision des conditions de sécurité du véhicule ou l'absence d'équipement de protection. Toutefois, la législation pourrait pousser ces plateformes à considérer les travailleurs de ces plateformes comme des travailleurs normaux.
Les livreurs ont quinze fois plus de risque d'accident du travail que les autres travailleurs.

## Droits collectifs
Le législateur organise un régime spécifique aux travailleurs indépendants des plateformes. La loi n°2016-1088 du 8 août 2016 relative au travail, à la modernisation du dialogue social et à la sécurisation des parcours professionnels a accordé plusieurs droits à ces travailleurs, dont le droit de grève et le droit à la liberté syndicale. 
Par la suite, une représentation collective des travailleurs indépendants des plateformes numériques de mobilité est instituée par une ordonnance datant du 21 avril 2021. Sont concernées par cette ordonnance, les plateformes numériques dites de mobilité, c’est-à-dire, les activités de conduite d’une voiture de transport avec un chauffeur et de livraison de marchandises au moyen d’un véhicule à deux ou trois roues, motorisé ou non. Les travailleurs de plateformes sont représentés par des organisations syndicales représentatives, lesquelles ont compétence pour désigner des représentants des travailleurs et pour conclure des accords.

## Comparaison internationale

### Au Brésil
Le nombre de travailleurs brésiliens travaillant pour des plateformes numériques est évalué à des centaines de milliers,. En outre, en juillet 2021, un mouvement de grève est organisé dans de nombreuses villes brésiliennes par des livreurs de plateformes de commerce en ligne pour protester contre leurs conditions de travail.

### En Chine
Comme dans d'autres pays, les travailleurs de plateformes se mobilisent et mobilisent autour d'eux contre le « capitalisme de plateforme » ; par ailleurs le gouvernement chinois en 2021 a communiqué sur son intérêt à protéger les droits de ces travailleurs.

### Aux États-Unis
En novembre 2019, l’État américain du New Jersey a réclamé 649 millions de dollars à Uber pour avoir considéré ses chauffeurs comme des travailleurs indépendants.
Le 10 février 2020, la justice californienne a refusé le recours déposé par Uber et la société Postmates  contre la loi dite « AB5 », votée en septembre 2020 dans l’État américain et qui oblige les plateformes à faire de leurs chauffeurs VTC des travailleurs salariés,.

### En Inde
En 2021, des critiques sont formulées sur le traitement des plus de 300 000 travailleurs sans contrat employés pour des services de livraison de repas.

### Au Royaume-Uni
Au Royaume-Uni, les travailleurs de plateformes sont soumis à un statut spécifique, nommé “workers” créé par la jurisprudence de la Cour Suprême. Il s’agit d’un statut intermédiaire entre les indépendants et les salariés. Ils vont pouvoir bénéficier de certains droits, comme un salaire minimum, des congés payés ou encore des droits collectifs. 
Les juges vont alors déterminer le statut de ces travailleurs selon des grilles d’interprétation. Pour les juges britanniques, un travailleur indépendant dispose de son propre business en concluant des contrats avec des clients ou des consommateurs pour leur fournir un travail ou un service. Un “worker” quant à lui, offre des services dans le cadre (et au bénéfice) du business d’autrui.

### Dans l'Union européenne
Le 23 janvier 2020, le tribunal supérieur de justice de Madrid, a requalifié en salariés 532 travailleuses et travailleurs de chez Deliveroo.
Le 24 janvier 2020, la Cour suprême de cassation italienne a requalifié en salariés cinq livreurs Foodora.
Début 2021, l'Union lance une consultation sur le phénomène qui représente 11% de la population active européenne.
Le 16 septembre 2021, le Parlement européen vote un rapport d'initiative de Sylvie Brunet reconnaissant aux travailleurs de plateformes, le statut de salarié.
En Espagne, le 12 août 2021 une loi oblige les plateformes à salarier leurs livreurs à vélo.
Aux Pays-Bas, le 13 septembre 2021, le tribunal de district d'Amsterdam a acté qu’un chauffeur Uber était soumis à un lien de subordination par la plateforme,,.
Le 11 mars 2024, un accord trilogue a été validé par tous les États membres de l'UE dans le cadre du la directive "travailleurs des plateformes", lancée par la Commission européenne fin 2021 pour "améliorer les droits et les conditions de plus de 28,5 millions d'Européens travaillant dans l'économie des plateformes de travail numériques". Ce texte visait en 2021 à requalifier en salariés de nombreuses personnes (dont livreurs de repas ou chauffeurs de VTC indépendants), pour améliorer leur protection sociale et harmoniser leur statut dans l'UE. Mais le texte validé le 11 mars pour être soumis aux eurodéputés en est une version très édulcorée, à la suite notamment d'un accord du 13 décembre 2023 créant de nouveaux critères de présomption de salariat, accord refusé par la France et l'Allemagne, puis renégocié en février, mais "largement vidé de sa substance" (il n'y a plus de liste de critères, au profit d'une définition du statut de ces travailleurs décrétée par chaque État-membre).

Le lobby des plateformes déplore pour sa part la non-harmonisation européenne, source d'incertitude juridique.